# إيميليو فالا
إيميليو فالا (بالإنجليزية: Emilio Falla)‏ مواليد 12 يونيو 1986 في كيتو، هو دراج. شارك في دورة الألعاب الأولمبية الصيفية.

## روابط خارجية
- إيميليو فالا على موقع الاتحاد الدولي للدراجات (الإنجليزية)
- إيميليو فالا على موقع نتائج كأس العالم لسباقات دراجات (بي.أم.إكس) (الإنجليزية)
- إيميليو فالا على موقع اللجنة الأولمبية الدولية (الإنجليزية)
- إيميليو فالا على موقع أوليمبيديا (الإنجليزية)